# Saint-Pol-de-Léon
Saint-Pol-de-Léon (en bretó Kastell Paol) és un municipi francès, situat a la regió de Bretanya, al departament de Finisterre. L'any 2006 tenia 7.068 habitants. El 2 de desembre de 2008 el consell municipal va aprovar la carta Ya d'ar brezhoneg. A l'inici del curs 2007 el 19,8% dels alumnes del municipi eren matriculats a la primària bilingüe.

## Demografia
| 1962                                       | 1968  | 1975  | 1982  | 1990  | 1999  |
| ------------------------------------------ | ----- | ----- | ----- | ----- | ----- |
| 8.347                                      | 8.044 | 8.044 | 7.462 | 7.261 | 7.121 |
| Des de 1962: població sense dobles comptes |       |       |       |       |       |

## Administració
| Període   | Identitat       | Partit |
| --------- | --------------- | ------ |
| 1978-2008 | Adrien Kervella | UMP    |
| 2008-     | Nicolas Floch   |        |

## Personatges il·lustres
- Naig Rozmor, escriptor en bretó
- Gabriel Milin, escriptor en bretó, nascut al mas de Kermorus, autor de Gwechall-goz.
- Alexis Gourvennec, sindicalista agrari
- Jean de Fontaney (1643-1710) jesuïta, matemàtic, astrònom, missioner a la Xina-